# Stenia alluminalis
Stenia alluminalis là một loài bướm đêm trong họ Crambidae.